# Seishiro Endo
Seishiro Endo (遠藤征四郎 Endō Seishirō?) (6 de septiembre , 1942) es un profesor japonés de Aikido y Aikikai Hombu Dojo shihan que actualmente es 8.º dan. 
Nació Nagano, y estudió Aikido en el Aikikai Hombu Dojo desde 1964.
Actualmente Endō da clases regulares en el Hombu Dojo y Universidad Gakushuin dojo, Tokio. También ofrece numerosos seminarios en varios dojos por Japón.Ofrece seminarios también en Francia, Suiza, Finlandia, Liechtenstein, Suecia, Austria, Holanda y España. En los últimos años ha sido invitado a seminarios en Norteamérica, en Seattle y Toronto.
En 1993 construyó Aikido Saku Dojo en su pueblo natal Saku, Nagano, Japón.